# آتش سنت المو

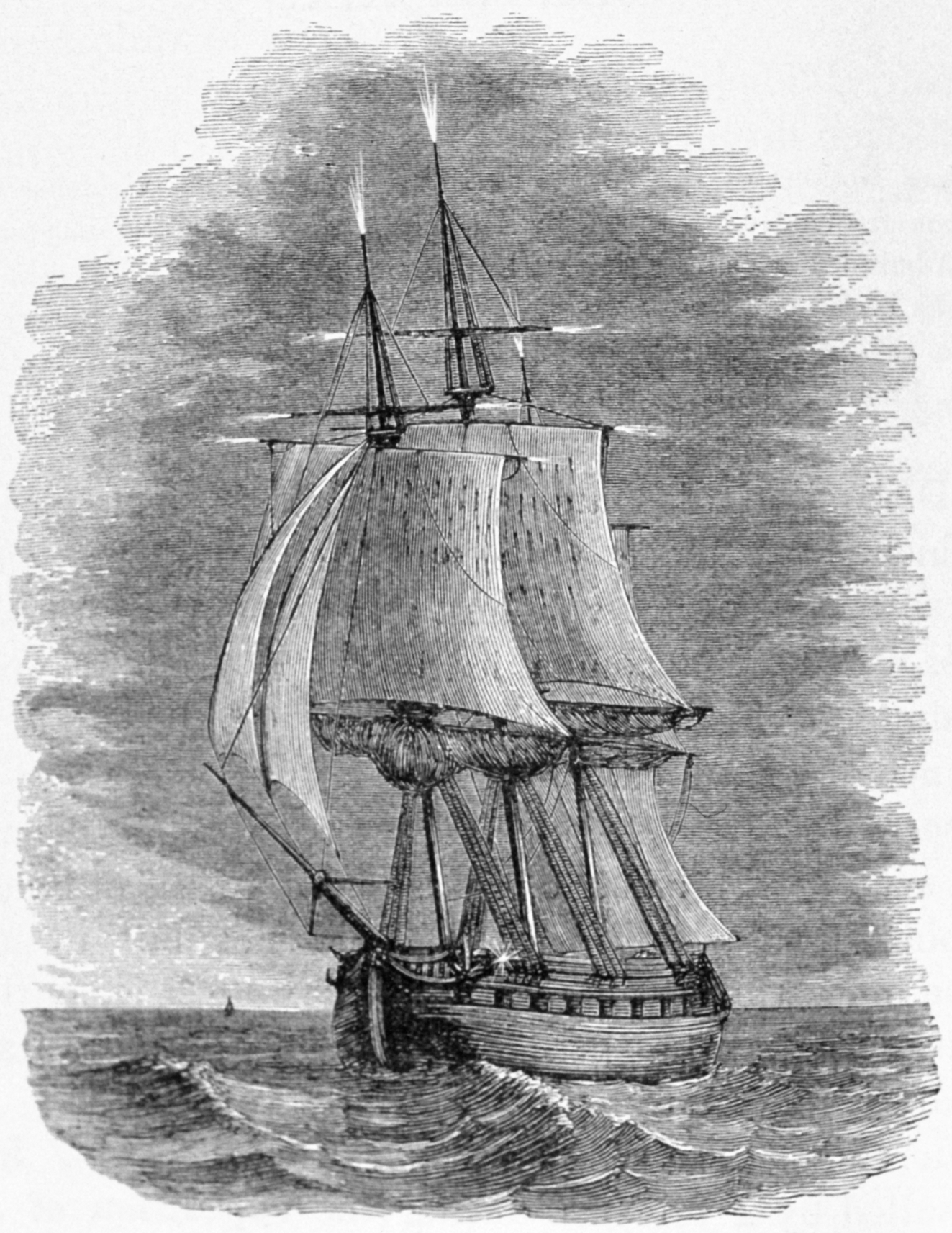
تصویرسازی از آتش سنت المو بر روی یک کشتی در دریا

آتش سنت المو (به انگلیسی: St. Elmo's fire) نام یک پدیده جوی الکتریکی است، که با تخلیه بارهای الکتریکی همراه است. این پدیده هنگامی بوقوع می‌پیوندد که پتانسیل الکتریکی در اجسام مرتفع و به‌ویژه فلزات، ایجاد نوعی هاله کند. به عنوان مثال تمرکز این الکتریسیته ساکن در روی کشتی‌ها باعث جهیدن برق از تمام قسمتهای نوک تیز کشتی مانند دکل‌ها می‌گردد، بطوریکه در شب در این قسمتها، نور آبی یا صورتی رنگی که به نام «آتش سنت اِلمو» معروف است دیده می‌شود. این پدیده مانند رعد و برق یکی دیگر از رفتارهای الکتریسیته در جو می‌باشد. از آنجا که بار مثبت القاء شده به زمین، می‌خواهد جذب بار منفی هوای بالا شود، از دکل‌ها و ارتفاعات بالا رفته و در نوک آن متراکم می‌گردد. وقتی اختلاف پتانسیل به حد کافی رسید، تخلیه الکتریکی کوچکی به نام سنت اِلمو صورت می‌گیرد.
این پدیده درخششی است که در هوای توفانی و مرطوب، پیرامون صخره‌های بلند و نوک تیز، دیده می‌شود. بر طبق یک اصل فیزیکی، بارهای الکتریکی در نوک اجسام جمع می‌شوند. این بارها مولکولها و یونهای موجود در هوا را به سوی خود می‌کشند. این بارهای الکتریکی موجب تخلیه الکتریکی می‌شوند که با نور و درخشش همراه است. دریانوردان اروپایی در سده پانزدهم به بعد، نام این پدیده را آتش سنت المو نهاده‌اند.
نام این پدیده، از سنت المو، قدیس حامی معنوی ملوانان گرفته شده است. این پدیده که می‌تواند از برخورد قریب‌الوقوع صاعقه هشدار دهد، توسط ملوانان با حیرت نگریسته می‌شد و گاهی اوقات به عنوان فال نیک در نظر گرفته می‌شد.